# Rue des Sept-Agaches
Pour les articles homonymes, voir Agache.
La rue des Sept-Agaches est une rue de Lille, dans le Nord, en France.

## Description

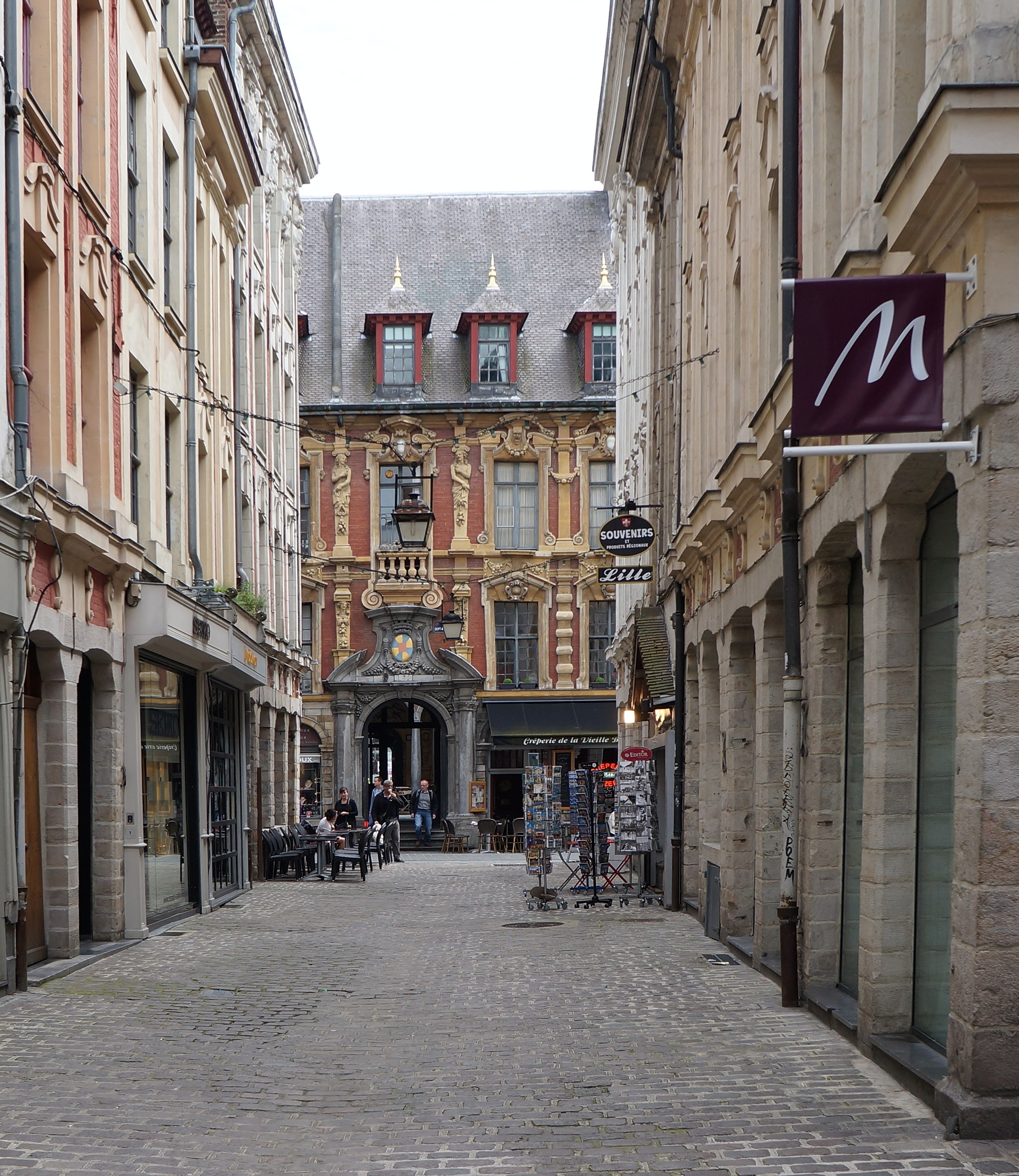
Vue vers la Vieille Bourse et la rue des Sept-Agaches de la rue des Trois Couronnes.

La rue des Sept Agaches, l'une des plus vieilles rues du quartier de Lille-Centre, relie la place du Théâtre à la place du Général-de-Gaulle, elle est parallèle à la « Vieille Bourse ».
La rue est accessible depuis le métro, via la première ligne en sortant à la station Rihour. Elle est également accessible depuis la gare Lille-Flandres, à 400 mètres par la rue Faidherbe.
La rue figure parmi les îlots regroupés pour l'information statistique (IRIS) de Lille, tels que l'Insee les a établis en 1999.

## Origine du nom
La rue doit son nom au fait que dans cette rue, il y avait une enseigne avec sept pies, également appelées dans le patois de Lille, des « agaches ».

## Historique
La rue contemporaine de la Vieille Bourse date de la construction vers 1650 de rangs de maisons de style franco-lillois remplaçant de très anciennes maisons de bois sur la partie nord-est de la place du Marché ou Grand'Place.

## Bâtiments remarquables et lieux de mémoire
- colonne de la Déesse
- Vieille Bourse
- Rang de Beauregard